# 背斑雙電鰩
背斑雙電鰩（學名：Diplobatis ommata），又稱背斑雙電鱝，為軟骨魚綱電鰩目雙鰭電鰩科雙電鰩屬的一種，美國魚類學家大衛·斯塔爾·喬丹(David Starr Jordan) 和查爾斯·亨利·吉爾伯特(Charles Henry Gilbert) 在1890年為科學雜誌《美國國家博物館學報》發表的一篇文章中描述了本物種，他們的描述是基於1888年美國魚類委員會信天翁號輪船捕獲的雌魚標本。吉爾伯特此前於1882年從巴拿馬獲得了一個標本，但在研究之前就在一場火災中被摧毀了。喬丹和吉爾伯特根據其背部的獨特斑點將新物種命名為ommata，並將其歸入Discopyge屬。1948 年，亨利·布萊恩特·比奇洛和威廉·查爾斯·施羅德爾根據當時獨特的鼻孔細分，為該物種創建了新屬Diplobatis。分布於東太平洋加利福尼亞灣至厄瓜多爾海域，深度30至185公尺，本魚體盤呈心形，寬度略大於長度，頭部兩側有一對巨大的腎形電器官，眼小，眼後的氣孔邊緣有七到十個小的圓形突起，鼻子呈寬圓形，下顎的邊緣呈扇形，閉合時通常會隱藏牙齒，每個顎有14-16排齒，小而尖，並排列成梅花形，有五對小鰓縫，尾巴寬且扁平比圓盤短，兩側都有皮膚褶皺，背鰭兩個小背鰭，第一背鰭比較小，尾鰭呈圓角三角形，上下大致對稱。背部顏色變化極大，唯一不變的是背部中間的大眼斑，眼斑的中心是黑色或黃色，周圍是同心的、交替的深色和淺色環，表面的其餘部分最常見的是淺棕色，帶有許多細小的黑點，也可能存在亮點、較大的黑點或斑點或不規則的棕色大理石花紋，底面則為白色至奶油色，體長可達25公分，棲息在大陸棚沙泥底質海域，為底棲性魚類，屬肉食性，以多毛類、片腳類等為食，體內的發電器官，可能用來防禦或捕食，生活習性不明。